# Kaplica Narodzenia Bożego w Kamieńcu
Kaplica Narodzenia Bożego w Kamieńcu – rzymskokatolicka kaplica znajdująca się Kamieńcu, w dekanacie Pyskowice, w diecezji gliwickiej. Jest filią parafii Narodzenia św. Jana Chrzciciela w Kamieńcu.

## Msze święte
W kaplicy msze dla dzieci odbywają się w środę o godzinie 16:00.

## Historia
Kamieniecka kaplica pałacowa stanowi element XVIII-wiecznego pałacu Loewenckronów. Została wzniesiona w czasie ostatniej przebudowy pałacu w 1910 r. Właścicielem dóbr kamienieckich był hrabia Stoolberg.
Kaplica jest obiektem murowanym, na planie koła, przykrytym kopułą. W jej elewację wmurowana została informacja o jej fundatorze w postaci kaplicy z inskrypcją: „GUNTHERUS / COMES DE STOLBERG – STOLBERG / HOC SACRARIUM AEDIFICAVIT / ARCEMOUE REFECIT / ET AXORNAVIT / A.D. MCMX”.
Jej wnętrze jest późnobarokowe. Dawniej było pełne przepychu i zdobień. Na podłodze do dziś można podziwiać marmurową posadzkę, a na ścianach sztukaterie z ornamentem regencyjnym.
Uratowany neorokokowy ołtarz można zobaczyć w kościele parafialnym pw. Narodzenia św. Jana Chrzciciela w Kamieńcu.
Kaplica pełniła funkcje sakralne aż do 1944 r., kiedy Stoolbergowie utracili dobra kamienieckie na mocy dekretu o reformie rolnej. Po II wojnie światowej została pozbawiona cennego wyposażenia, przez lata służyła jako magazyn i popadła w ruinę.
Z inicjatywy dyrektor Ośrodka rehabilitacyjnego, na terenie którego znajduje się kaplica i Kurii w Gliwicach w 2004 roku powstał projekt aranżacji wnętrza, autorstwa mgr inż. arch. Anny Szadkowskiej, zrealizowany przez pracownię Mariusza Urbańczyka z Piasku.
Swój dawny blask odzyskała w 2005 r.
Poświęcenia dokonał biskup Gerard Kusz 26 października tego samego roku.

## Galeria

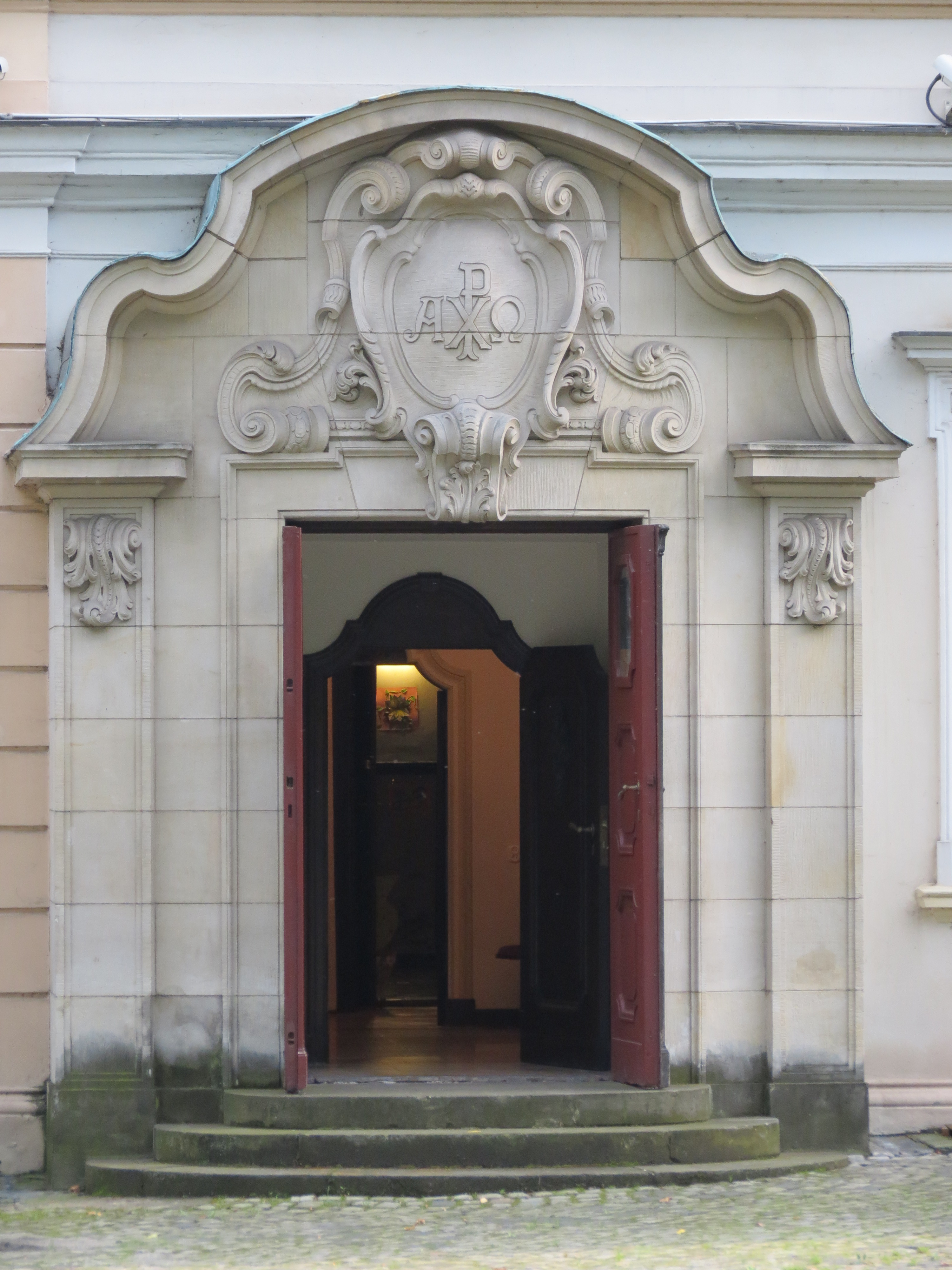
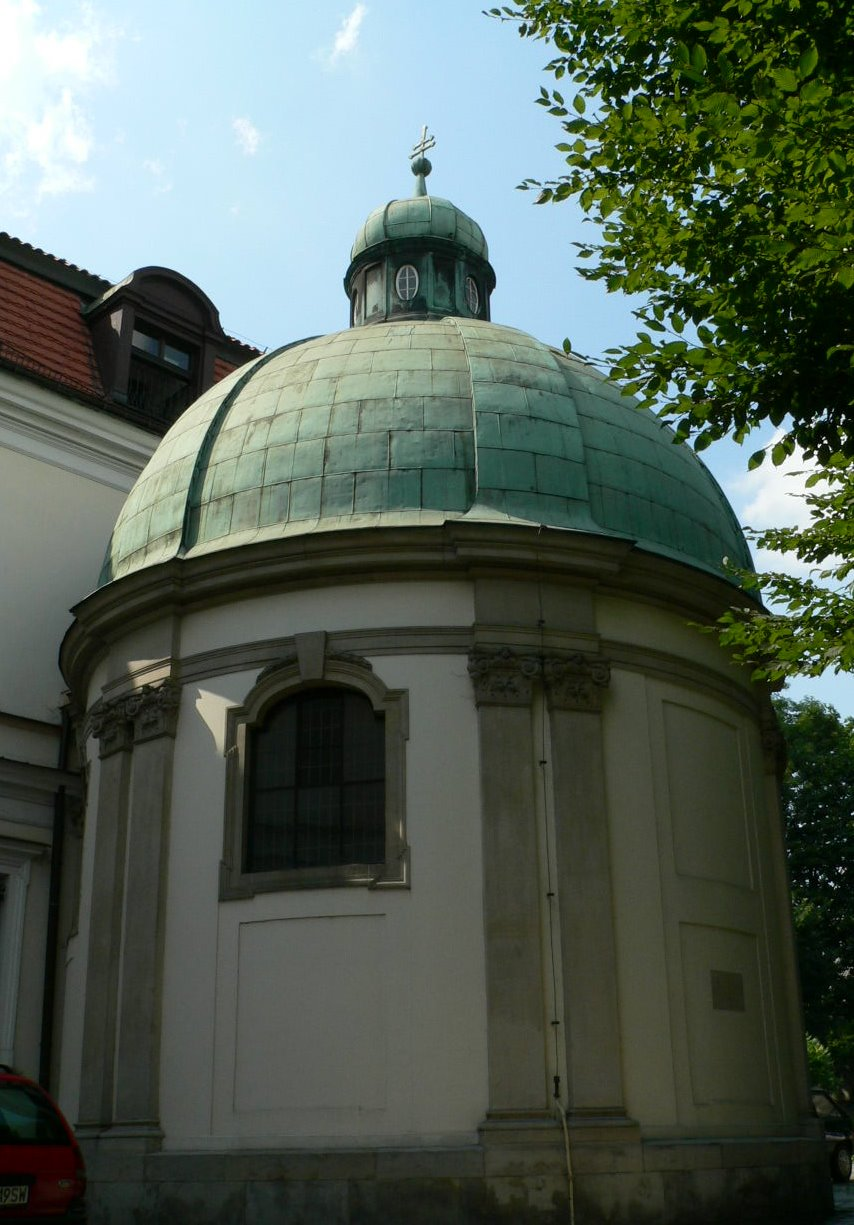
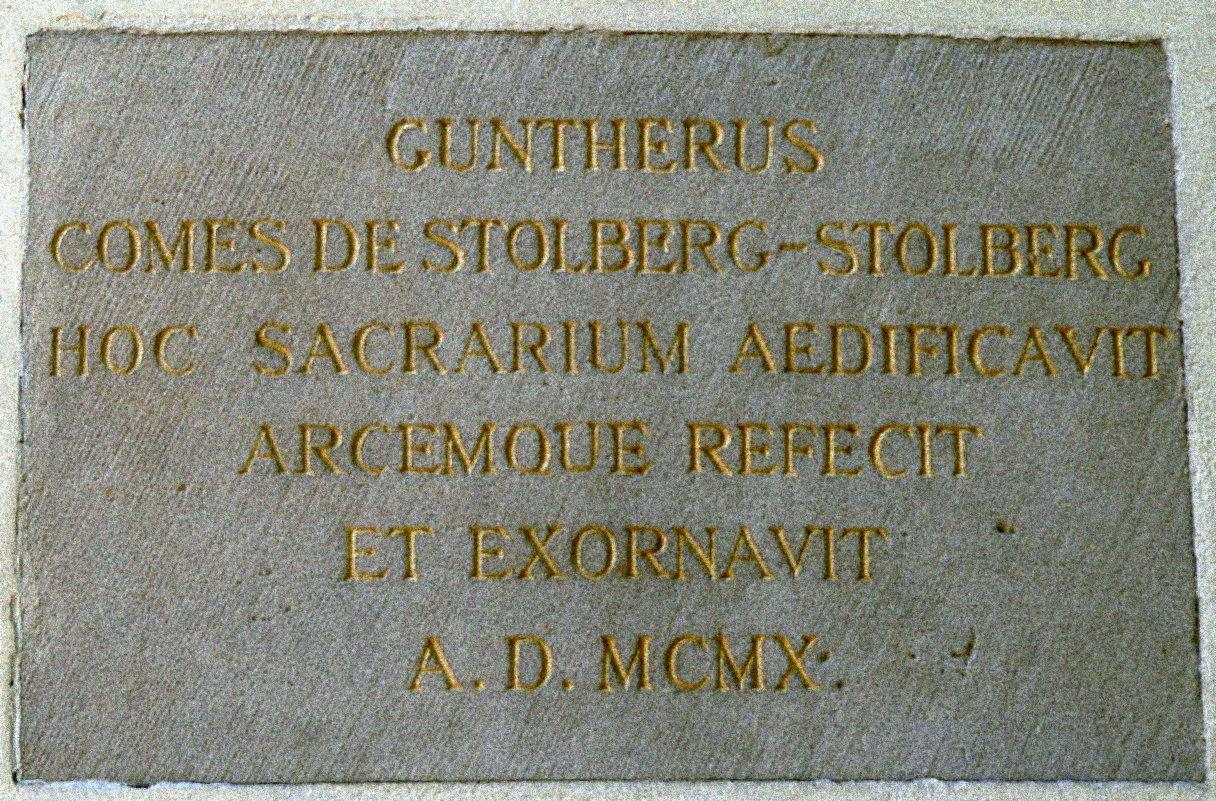
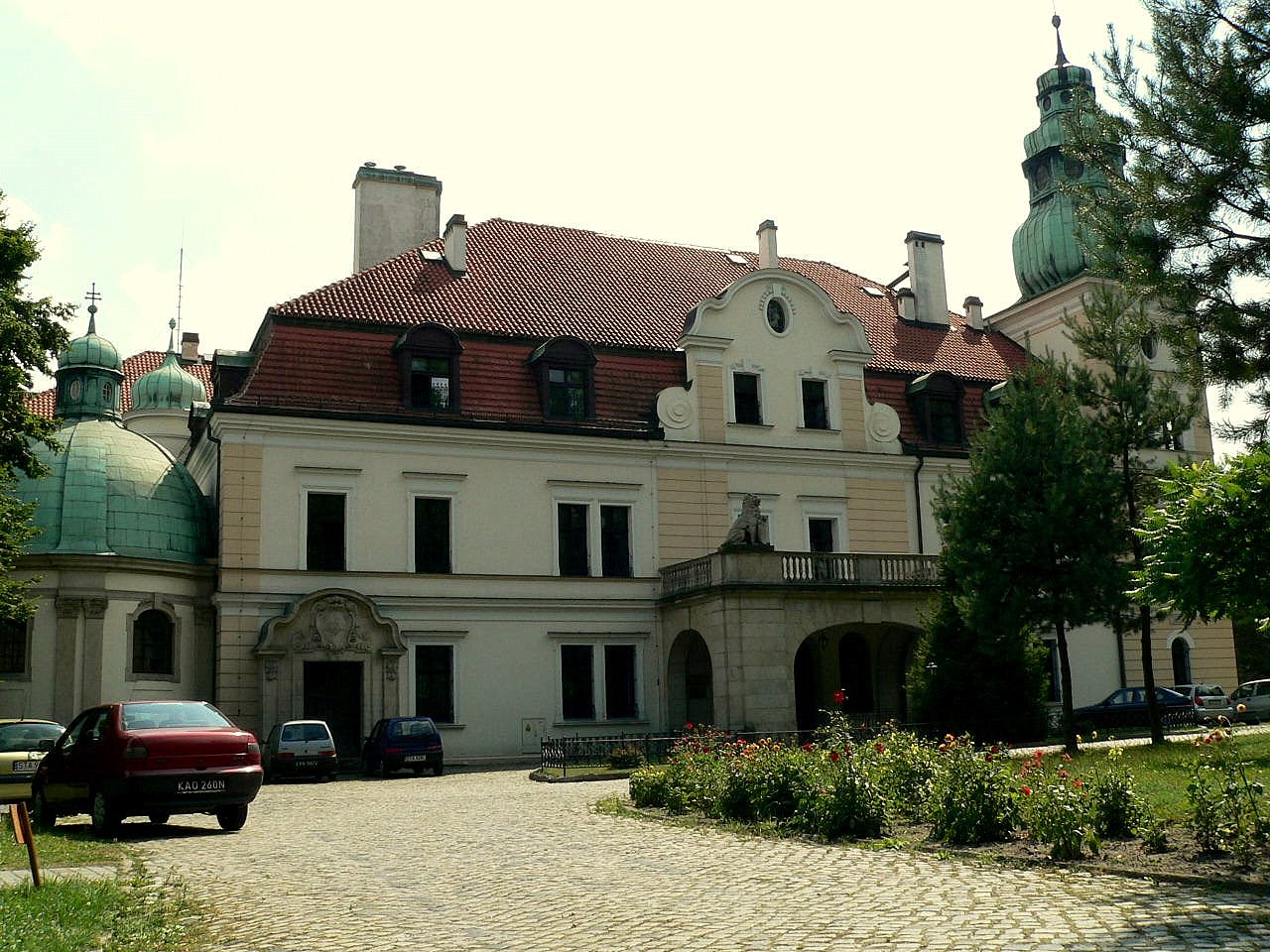
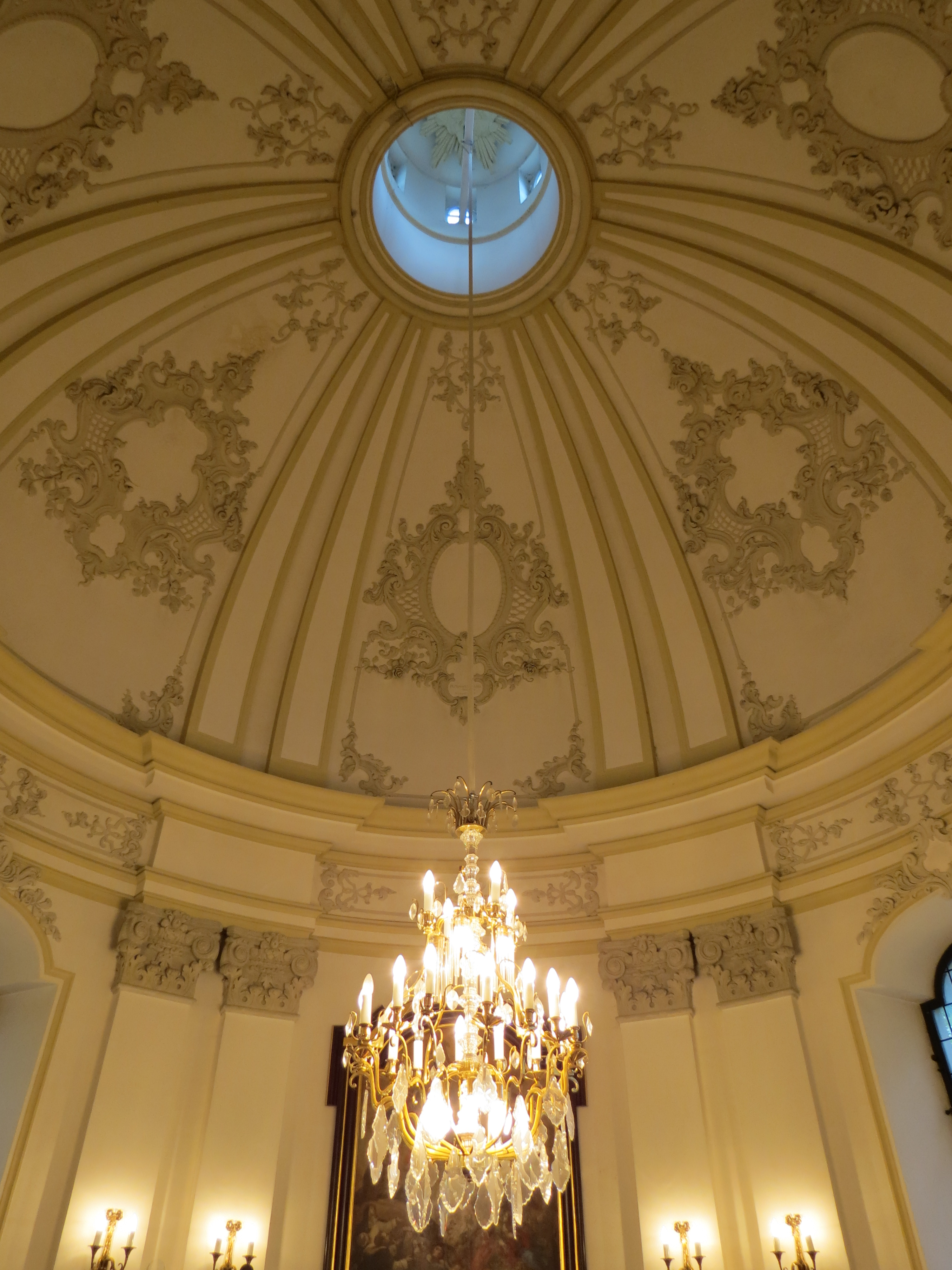
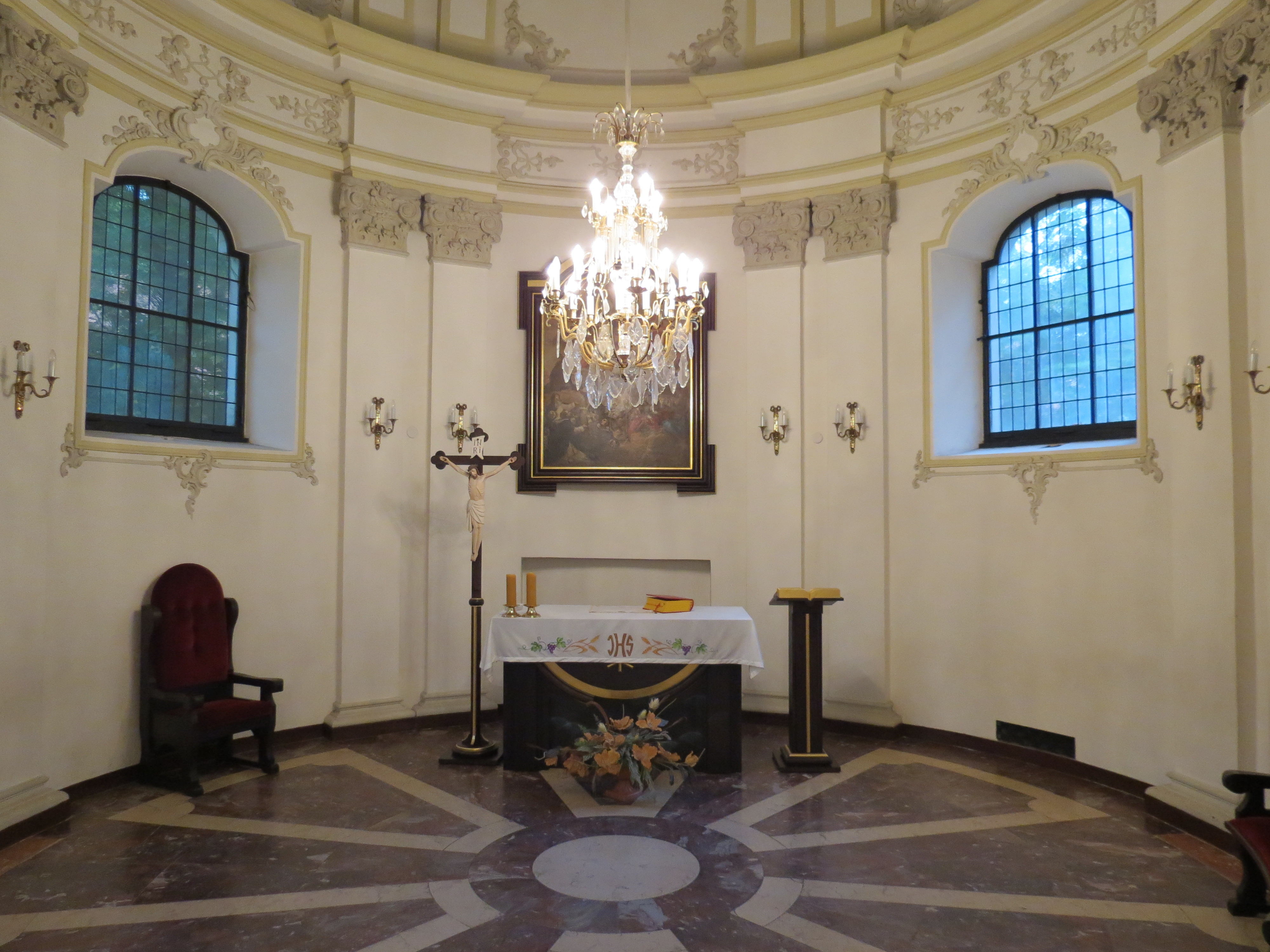
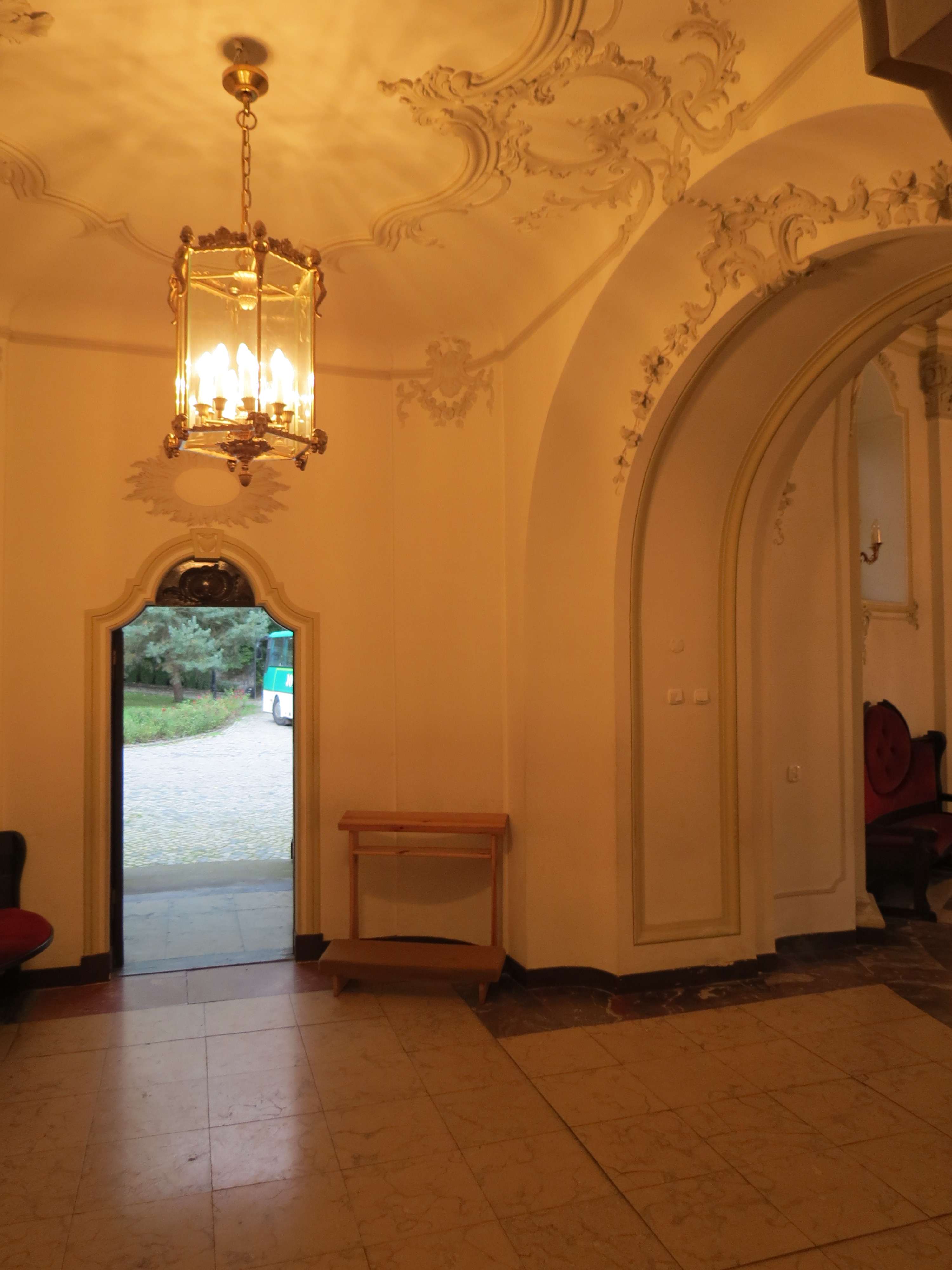
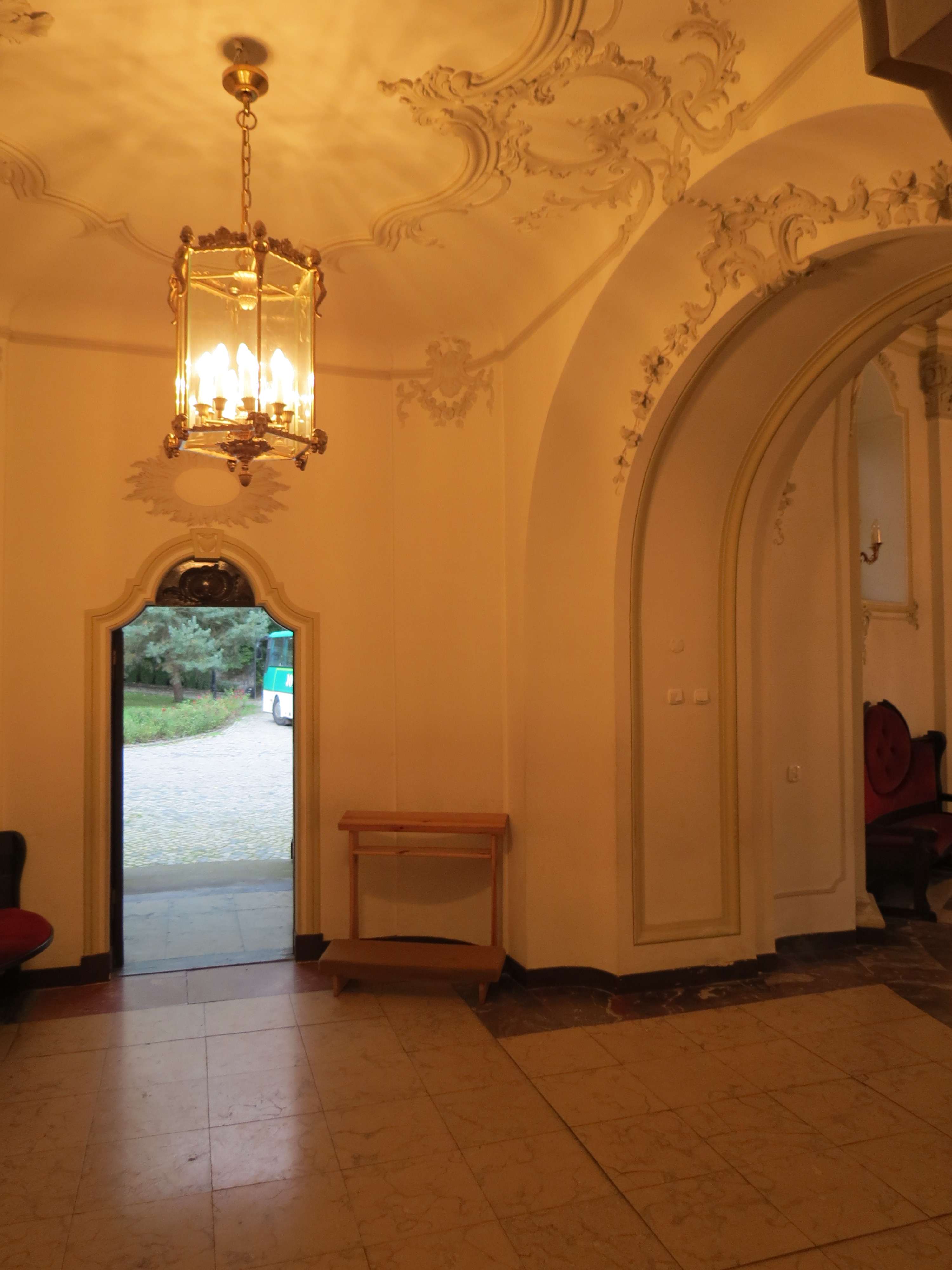
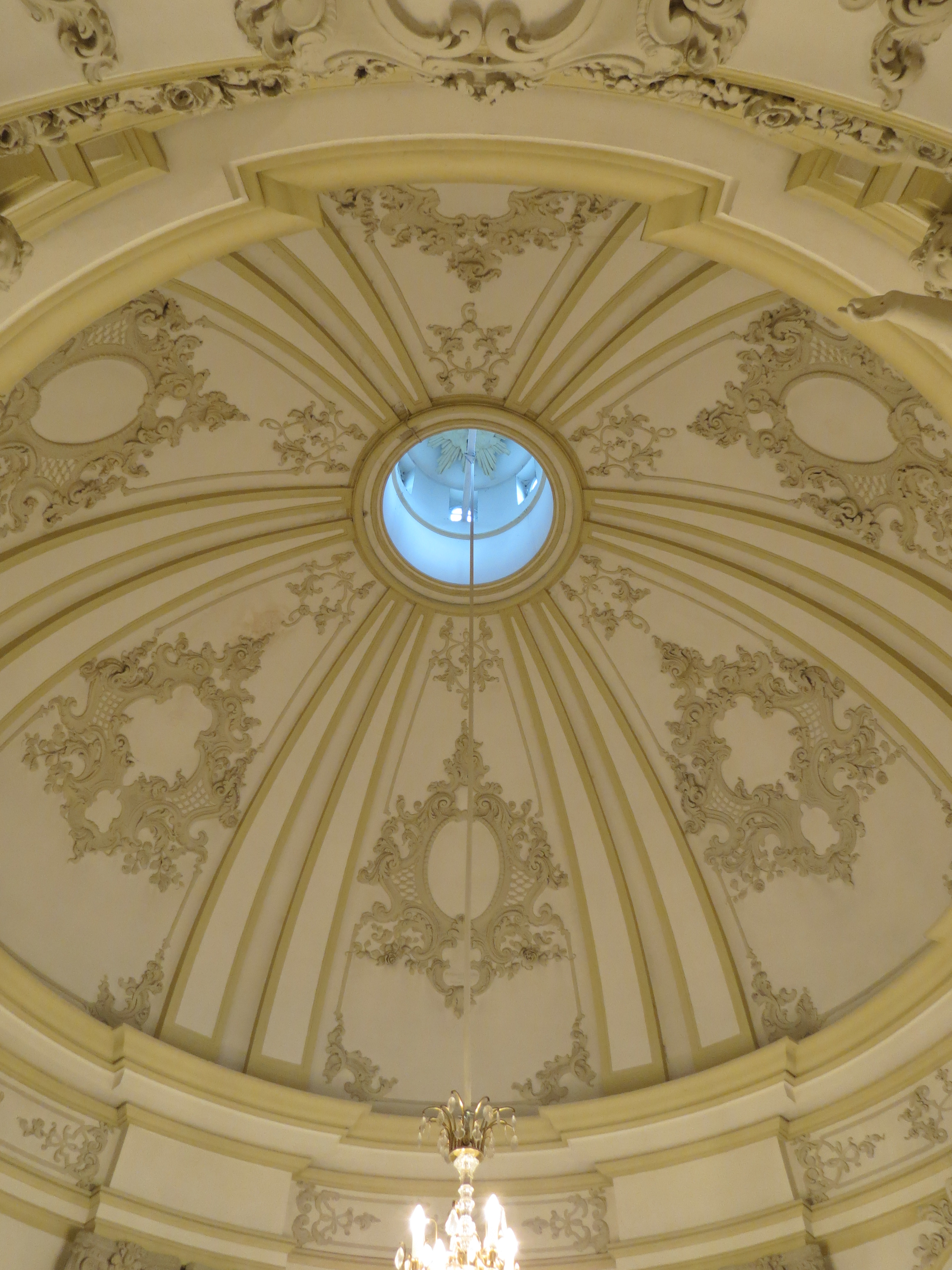
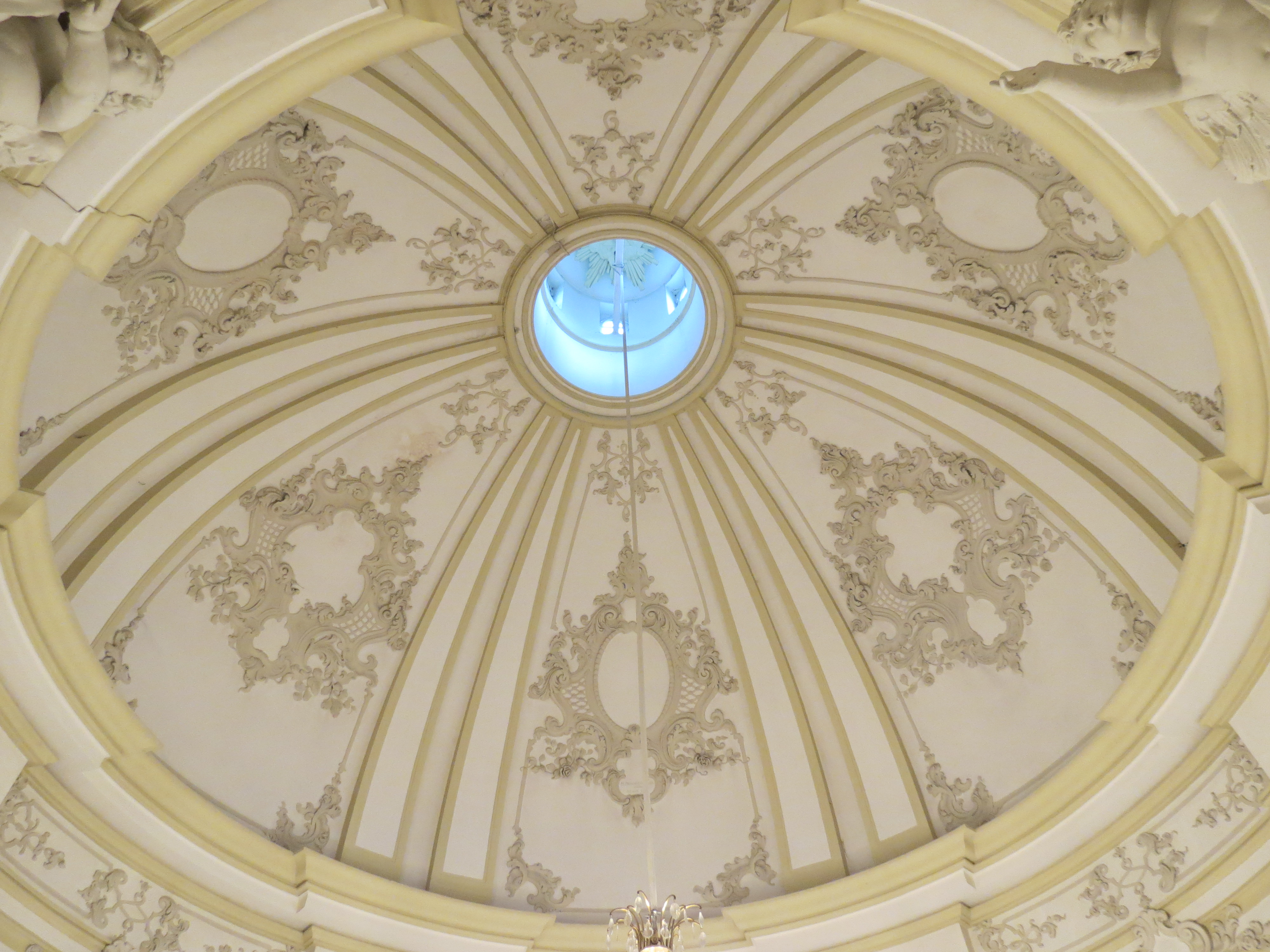
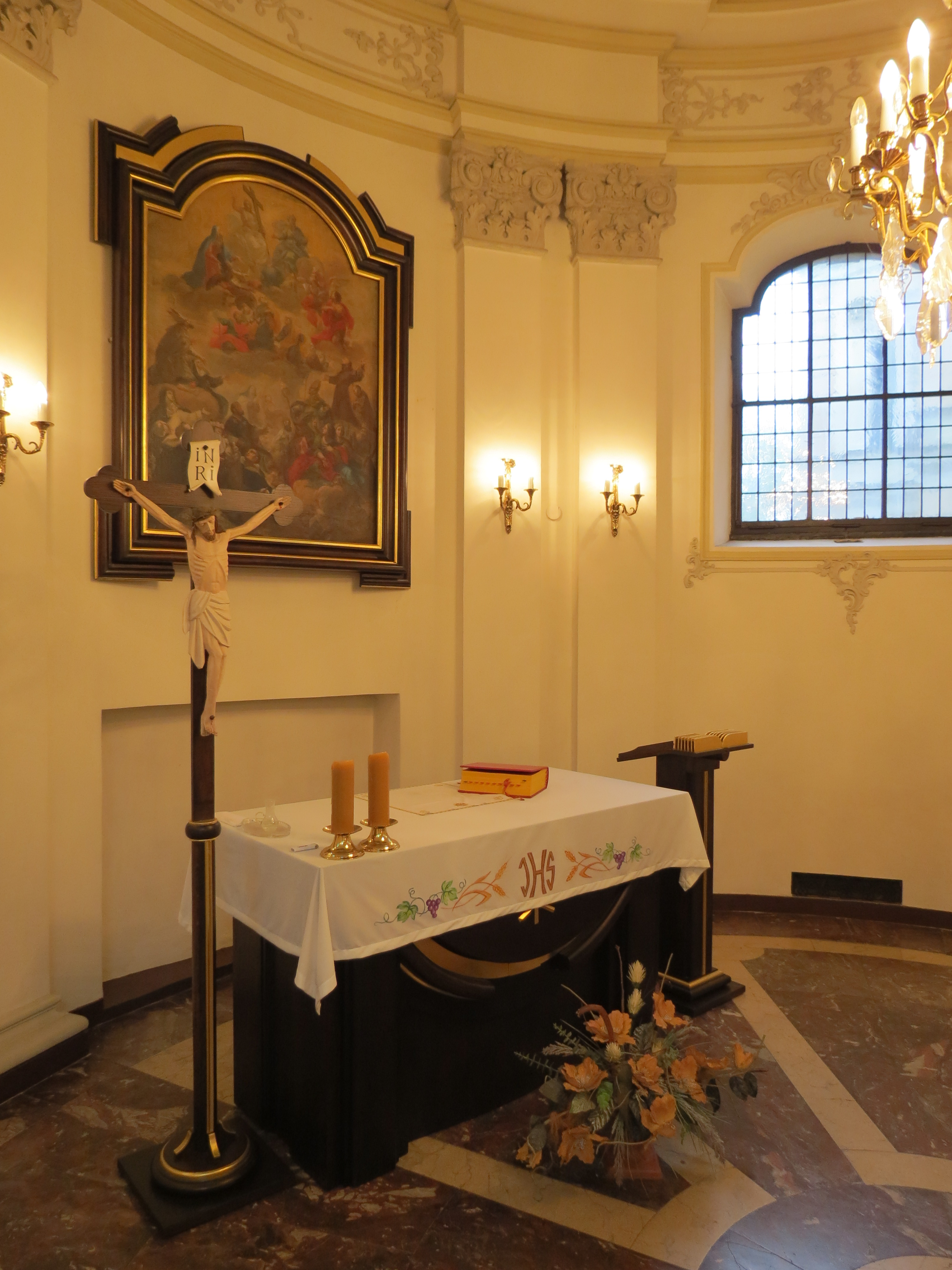
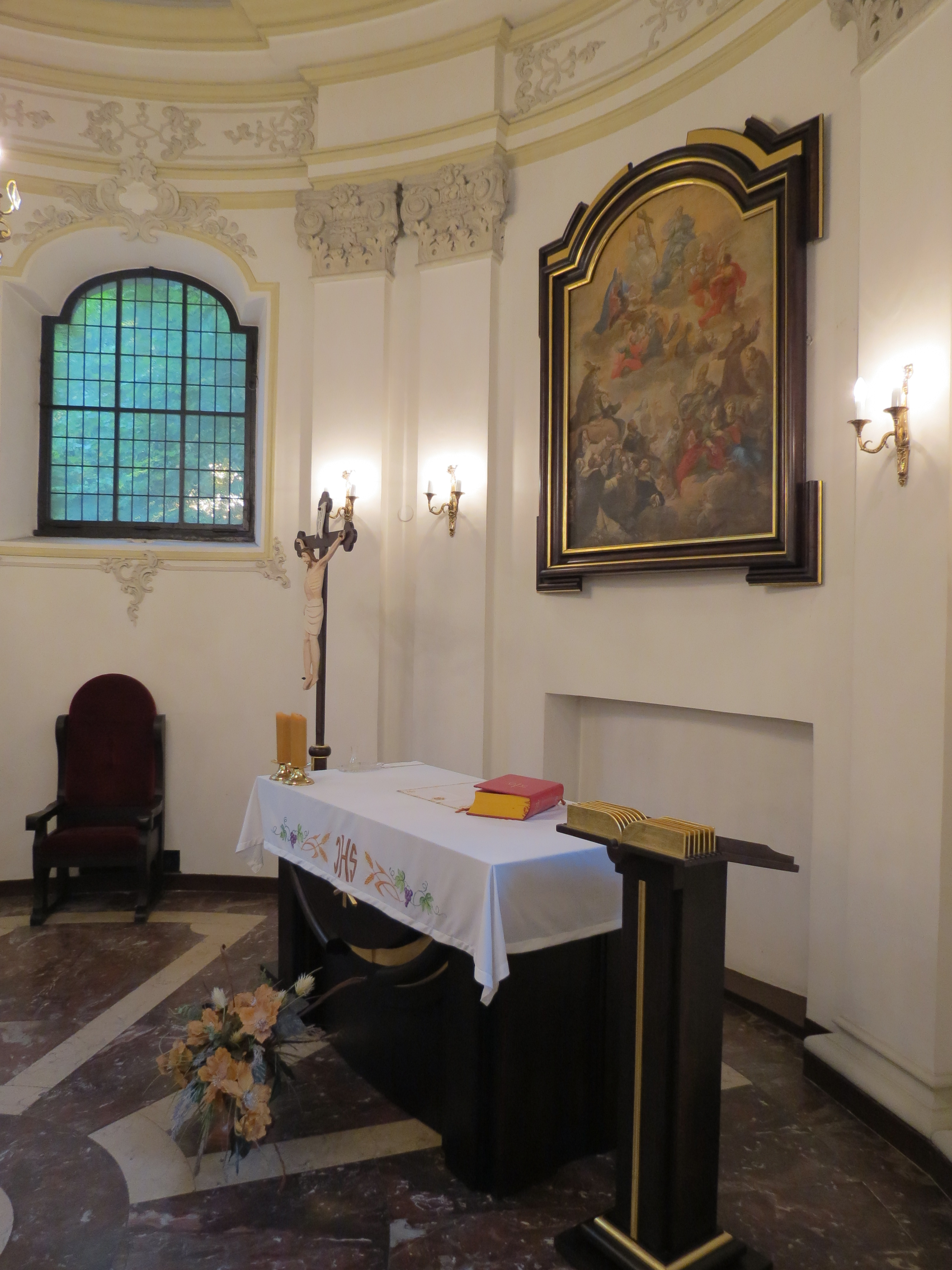
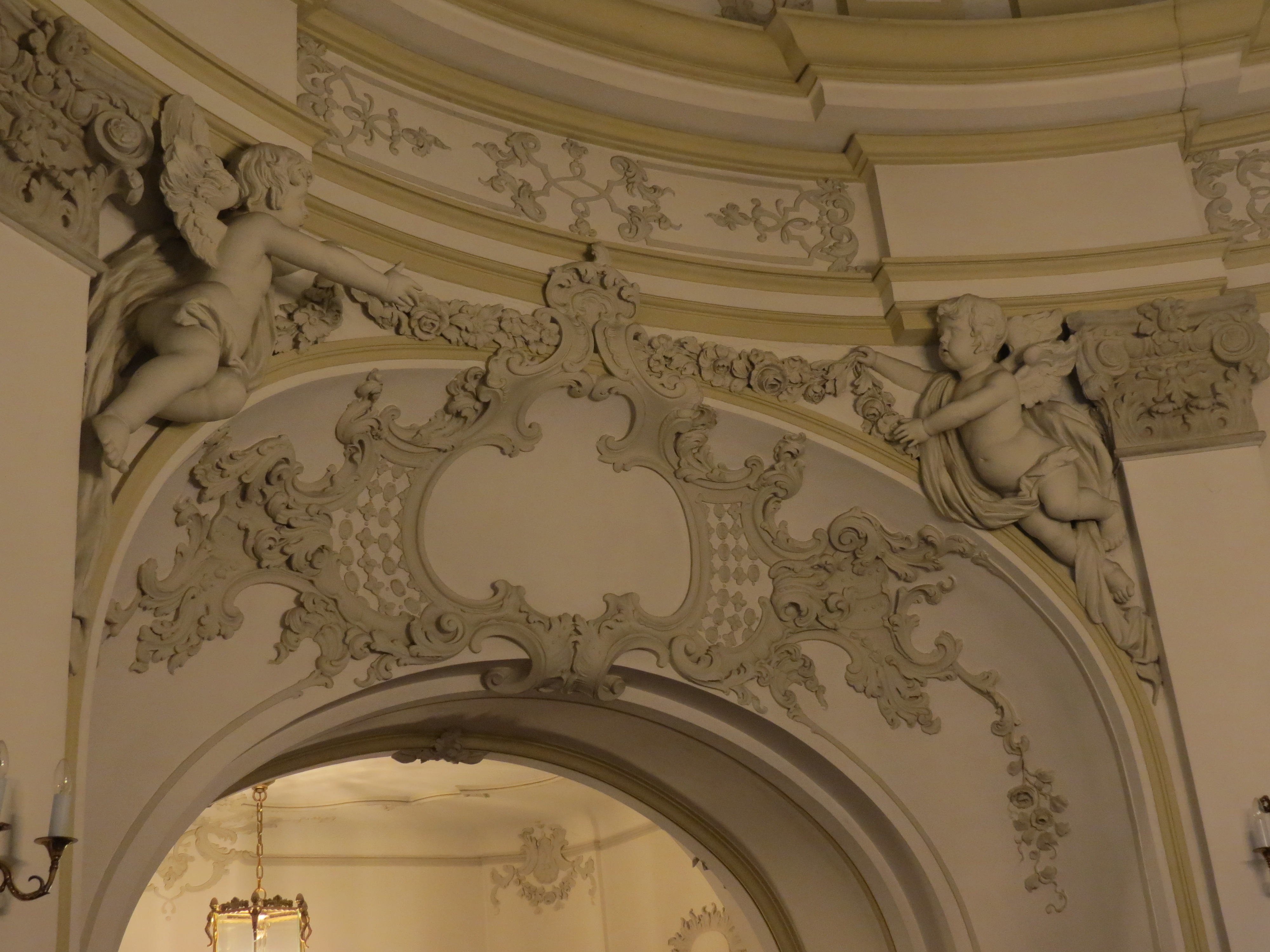
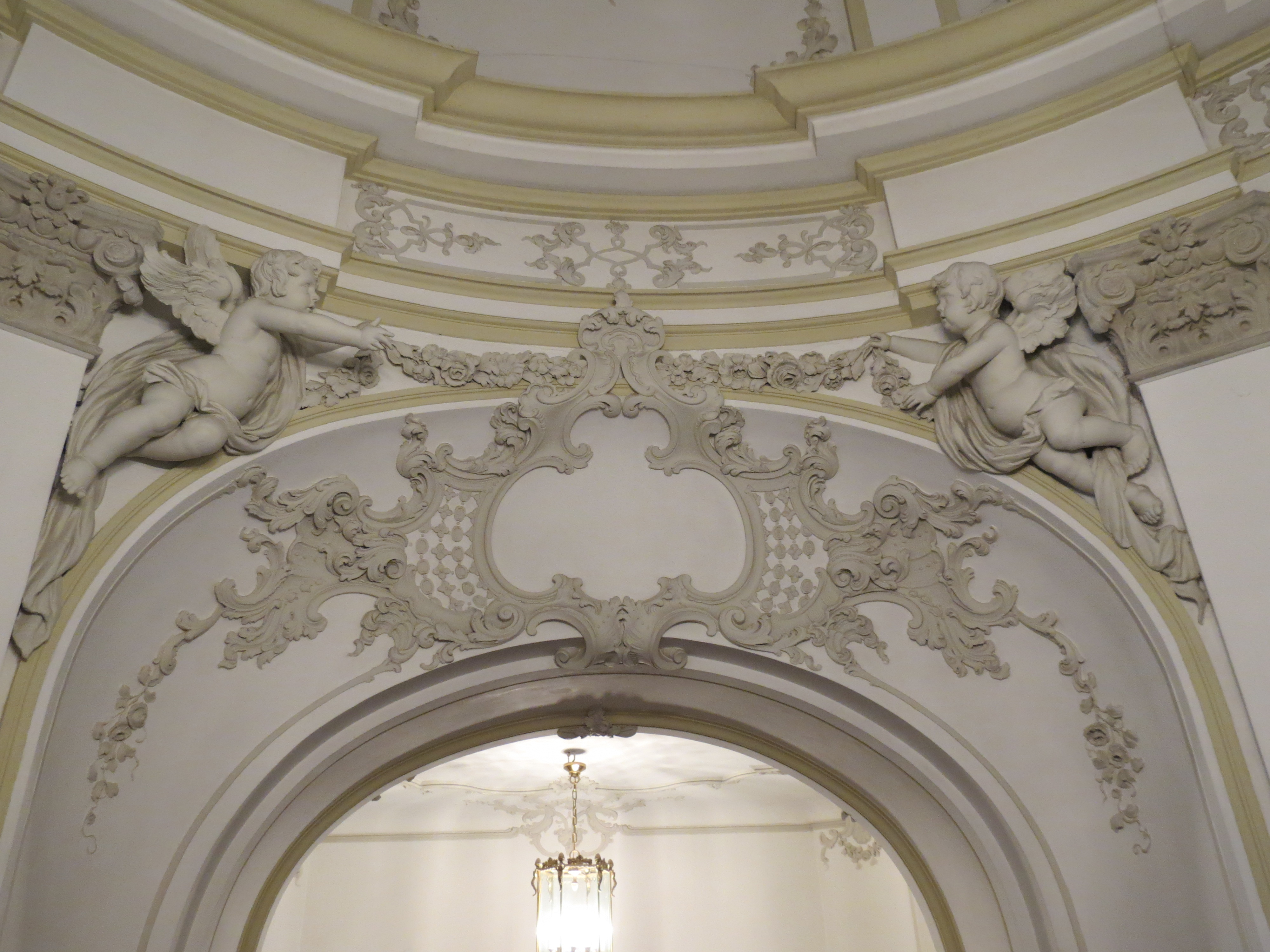
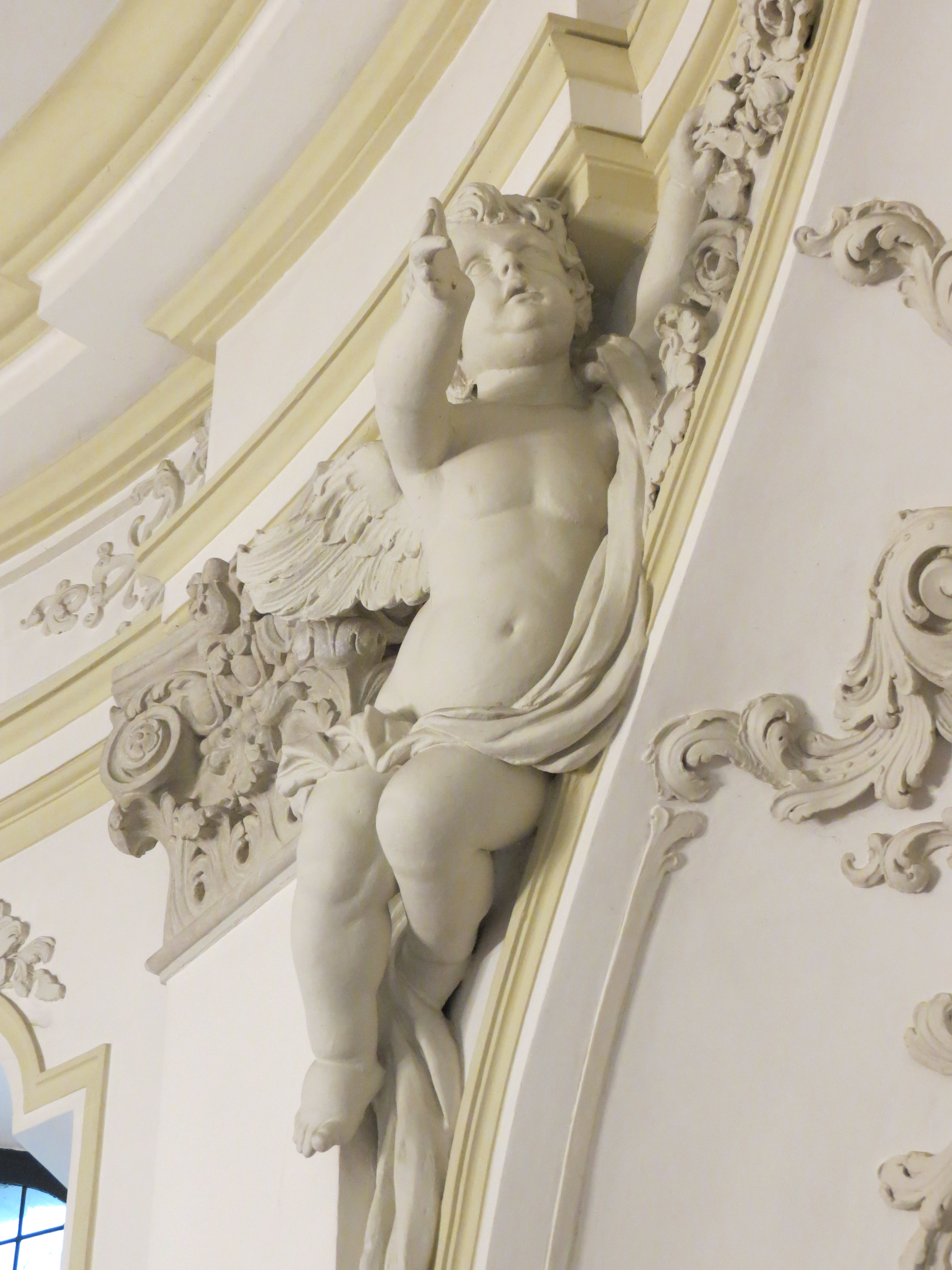
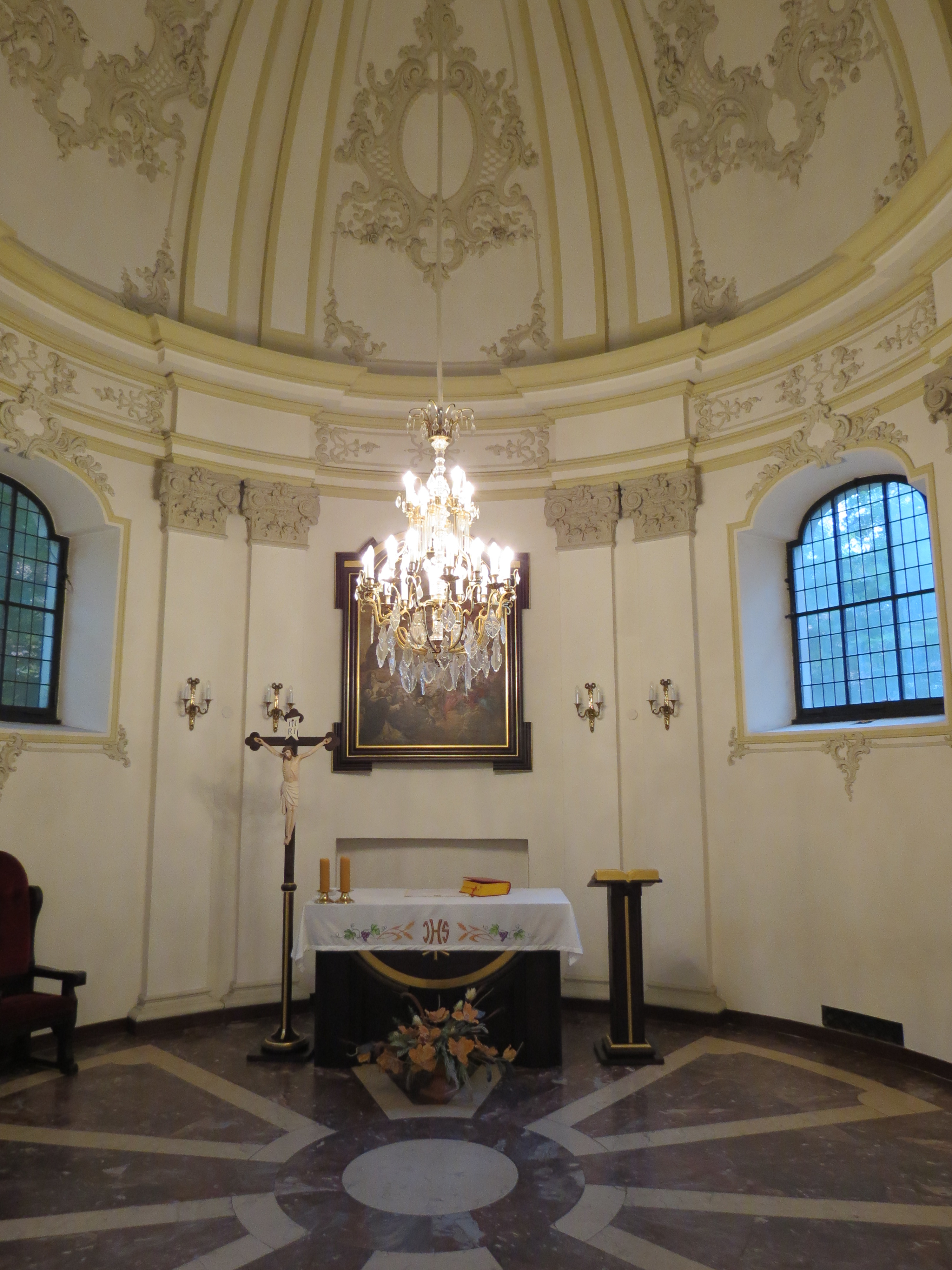